# Cyclocross Ruddervoorde
Il Cyclocross Ruddervoorde, noto anche come Superprestige Ruddervoorde, è una corsa in linea maschile e femminile di ciclocross che si svolge ogni anno a ottobre a Ruddervoorde (comune di Oostkamp), in Belgio. Corso per la prima volta nel 1988, dal 1998 fa parte del calendario del Superprestige.
Dal 2018 la gara maschile degli Under-23 si svolge insieme a quella degli Elite.

## Albo d'oro

### Uomini Elite
Aggiornato all'edizione 2021.
| Anno | Vincitore            | Secondo              | Terzo               |
| ---- | -------------------- | -------------------- | ------------------- |
| 1988 | Chris David          |                      |                     |
| 1989 | Chris David          |                      |                     |
| 1990 | Marc Vandevivere     |                      |                     |
| 1991 | Johnny Blomme        |                      |                     |
| 1992 | Johnny Blomme        | Guy Van Dijck        | Ronny De Vos        |
| 1993 | Pascal Van Riet      |                      |                     |
| 1994 | Filip Van Luchem     | Ronny Poelvoorde     | Ronny De Vos        |
| 1995 | Paul Herijgers       |                      |                     |
| 1996 | Erwin Vervecken      | Gianni David         | Wim de Vos          |
| 1997 | Sven Nys             | Peter Van Den Abeele | Bart Wellens        |
| 1998 | Danny De Bie         | Bart Wellens         | Gianni David        |
| 1998 | Sven Nys             | Richard Groenendaal  | Mario De Clercq     |
| 1999 | Sven Nys             | Richard Groenendaal  | Adrie van der Poel  |
| 2000 | Richard Groenendaal  | Bart Wellens         | Marc Janssens       |
| 2001 | Bart Wellens         | Sven Nys             | Erwin Vervecken     |
| 2002 | Sven Nys             | Richard Groenendaal  | Erwin Vervecken     |
| 2003 | Bart Wellens         | Sven Nys             | Sven Vanthourenhout |
| 2004 | Sven Nys             | Richard Groenendaal  | Ben Berden          |
| 2005 | Bart Wellens         | Sven Nys             | Wim Jacobs          |
| 2006 | Sven Nys             | Sven Vanthourenhout  | Bart Wellens        |
| 2007 | Sven Nys             | Zdeněk Štybar        | Bart Wellens        |
| 2008 | Sven Nys             | Klaas Vantornout     | Niels Albert        |
| 2009 | Sven Nys             | Niels Albert         | Zdeněk Štybar       |
| 2010 | Zdeněk Štybar        | Bart Aernouts        | Sven Nys            |
| 2011 | Niels Albert         | Bart Aernouts        | Klaas Vantornout    |
| 2012 | Sven Nys             | Niels Albert         | Kevin Pauwels       |
| 2013 | Klaas Vantornout     | Sven Nys             | Tom Meeusen         |
| 2014 | Tom Meeusen          | Mathieu van der Poel | Klaas Vantornout    |
| 2015 | Kevin Pauwels        | Wout Van Aert        | Sven Nys            |
| 2016 | Mathieu van der Poel | Wout Van Aert        | Laurens Sweeck      |
| 2017 | Mathieu van der Poel | Wout Van Aert        | Lars van der Haar   |
| 2018 | Mathieu van der Poel | Wout Van Aert        | Toon Aerts          |
| 2019 | Mathieu van der Poel | Laurens Sweeck       | Toon Aerts          |
| 2020 | Eli Iserbyt          | Toon Aerts           | Lars van der Haar   |
| 2021 | Eli Iserbyt          | Quinten Hermans      | Toon Aerts          |

### Donne Elite
Aggiornato all'edizione 2021.
| Anno | Vincitrice                 | Seconda         | Terza                 |
| ---- | -------------------------- | --------------- | --------------------- |
| 2011 | Helen Wyman                | Nikki Harris    | Lucie Chainel-Lefèvre |
| 2012 | Nikki Harris               | Sophie de Boer  | Sanne Cant            |
| 2013 | Helen Wyman                | Nikki Harris    | Sanne Cant            |
| 2014 | Sanne Cant                 | Helen Wyman     | Ellen Van Loy         |
| 2015 | Sanne Cant                 | Ellen Van Loy   | Jolien Verschueren    |
| 2016 | Sophie de Boer             | Sanne Cant      | Ellen Van Loy         |
| 2017 | Maud Kaptheijns            | Lucinda Brand   | Sanne Cant            |
| 2018 | Marianne Vos               | Annemarie Worst | Kim Van De Steene     |
| 2019 | Ceylin del Carmen Alvarado | Sanne Cant      | Katherine Compton     |
| 2020 | Ceylin del Carmen Alvarado | Annemarie Worst | Lucinda Brand         |
| 2021 | Denise Betsema             | Annemarie Worst | Inge van der Heijden  |

### Uomini Under-23
Aggiornato all'edizione 2017.
| Anno | Vincitore             | Secondo                | Terzo                 |
| ---- | --------------------- | ---------------------- | --------------------- |
| 2001 | Tim Van Nuffel        | Wesley Van Der Linden  | Wim Jacobs            |
| 2002 | Wesley Van Der Linden | Klaas Vantornout       | Thijs Verhagen        |
| 2003 | Klaas Vantornout      | Simon Zahner           | Bart Aernouts         |
| 2004 | Lars Boom             | Simon Zahner           | Niels Albert          |
| 2005 | Niels Albert          | Kevin Pauwels          | Dieter Vanthourenhout |
| 2006 | Zdeněk Štybar         | Niels Albert           | Rob Peeters           |
| 2007 | Tom Meeusen           | Julien Taramarcaz      | Thijs van Amerongen   |
| 2008 | Philipp Walsleben     | Tom Meeusen            | Lukáš Klouček         |
| 2009 | Micki van Empel       | Tom Meeusen            | Jim Aernouts          |
| 2010 | Jim Aernouts          | Vincent Baestaens      | Arnaud Jouffroy       |
| 2011 | Wietse Bosmans        | Tijmen Eising          | Lars van der Haar     |
| 2012 | Mike Teunissen        | Jens Adams             | Gianni Vermeersch     |
| 2013 | Mathieu van der Poel  | Michael Vanthourenhout | Gianni Vermeersch     |
| 2014 | Laurens Sweeck        | Michael Vanthourenhout | Diether Sweeck        |
| 2015 | Eli Iserbyt           | Quinten Hermans        | Gioele Bertolini      |
| 2016 | Quinten Hermans       | Eli Iserbyt            | Joris Nieuwenhuis     |
| 2017 | Jens Dekker           | Sieben Wouters         | Toon Vandebosch       |

### Uomini Juniors
Aggiornato all'edizione 2021.
| Anno | Vincitore             | Secondo                | Terzo                |
| ---- | --------------------- | ---------------------- | -------------------- |
| 2001 | Kevin Pauwels         | Dieter Vanthourenhout  | Nick Sels            |
| 2002 | Dieter Vanthourenhout | Eddy van IJzendoorn    | Tom Van Den Bosch    |
| 2003 | Niels Albert          | Maxime Debusschere     | Bart Verschueren     |
| 2004 | Ricardo van der Velde | Jan Van Dael           | Wim Leemans          |
| 2005 | Tom Meeusen           | Kevin Cant             | Jim Aernouts         |
| 2006 | Jim Aernouts          | Ramon Sinkeldam        | Vincent Baestaens    |
| 2007 | Stef Boden            | Valentin Scherz        | Kevin Smit           |
| 2008 | Tijmen Eising         | Vinnie Braet           | Lars van der Haar    |
| 2009 | Laurens Sweeck        | Mike Teunissen         | David van der Poel   |
| 2010 | Laurens Sweeck        | Michael Vanthourenhout | Daan Soete           |
| 2011 | Wout Van Aert         | Quentin Jauregui       | Mathieu van der Poel |
| 2012 | Mathieu van der Poel  | Quinten Hermans        | Nicolas Cleppe       |
| 2013 | Yannick Peeters       | Thijs Aerts            | Stijn Caluwe         |
| 2014 | Eli Iserbyt           | Johan Jacobs           | Maik van der Heijden |
| 2015 | Jappe Jaspers         | Thijs Wolsink          | Seppe Rombouts       |
| 2016 | Toon Vandebosch       | Jelle Camps            | Niels Vandeputte     |
| 2017 | Ryan Kamp             | Tomáš Kopecký          | Niels Vandeputte     |
| 2018 | Witse Meeussen        | Ryan Cortjens          | Pim Ronhaar          |
| 2019 | Jente Michels         | Lennert Belmans        | Thibau Nys           |
| 2020 | Jente Michels         | Aaron Dockx            | Jelle Harteel        |
| 2021 | David Haverdings      | Aaron Dockx            | Niels Ceulemans      |